# Дашзэвэгийн Ичинхорлоо
Дашзэвэгийн Ичинхорлоо (монг. Дашзэвэгийн Ичинхорлоо; 1910, сомон Ихтамир, аймак Архангай — 1972) — монгольская актриса
 театра и кино, певица
. Заслуженная артистка Монголии (1935). Народная артистка МНР (1951).

## Биография
Дочь пастуха. В 1923 году училась в начальной школе, увлеклась искусством. С согласия отца поступила в Народный образцово-показательный клуб им. Сухэ-Батора.
После окончания в 1926 году начальной школы посещала курсы телефонистов, в свободное время ходила в клуб. В 1930 году окончила заочное отделение Государственного центрального театра. Дебютировала в театре в 1931 году. Актёрскую карьеру начала в роли девочки в спектакле «Уушаандар».
В 1933 году участвовала в Театральной олимпиаде в Москве. В 1935 году выступала с концертом в Тыве. В 1935 году посетила СССР. В 1959 году выступала на Шведской мирной конференции, в 1961 и 1966 годах выступала в Бурятии (СССР). В 1967 году посетила Советский Союз с группой художников (в Москва, Ленинград).
Проработала в монгольском театре 50 лет. Играла в пьесах и операх Д.Ичинхорлоо «Би биш», «Харанхуй засаг», «Харц Дамдин, хатан Долгор», «Үнэн», «Амарсанаа», «Учиртай гурван толгой», «Итгэж болно».
Снялась в десятках фильмов, в том числе «Цогт тайж», «Сэрэлт», «Нүгэл буян».

## Избранная фильмография
- 1936 — Сын Монголии
- 1945 — Степные витязи
- 1957 — У порога жизни

## Награды
- Орден Сухэ-Батора
- Орден Полярной звезды (Монголия) (дважды)
- Заслуженная артистка Монголии (1935).
- Народная артистка МНР (1951).